# Pseudopontia paradoxa
Pseudopontia paradoxa är en fjärilsart som först beskrevs av Felder 1869.  Pseudopontia paradoxa ingår i släktet Pseudopontia och familjen vitfjärilar. Inga underarter finns listade.